# Бивер, Уильям
Уильям Генри Бивер (англ. William Henry Beaver; 13 апреля 1940, Пеория, Иллинойс — 14 октября 2024) — американский экономист, эмерит-профессор, Джоан Э. Хорнгрен профессор бухгалтерского учёта Стэнфордского университета, автор модели Бивера.

## Биография
Уильям родился 13 апреля 1940 года в Пеории, штат Иллинойс, США в семьи инженера-строителя Джона У. Бивер и Этель М. (Костка) Бивер. Он провел свое раннее детство в Гэри, штат Индиана, переехав в Хаммонд в возрасте 12 лет. В средней школе он был президентом школьного органа, произносил речь на выпускном, был Национальным стипендиатом.
Своё образование получил в Университете Нотр-Дам, где получил степень бакалавра делового администрирования (BBA) с отличием в 1962 году, затем был удостоен степени магистра делового администрирования (MBA) с одновременным получением докторской степени (PhD) в Чикагском университете в 1965 году.
Свою преподавательскую деятельность начал в должности ассистента профессора в 1965—1969 годах, ассоциированным профессором в 1969—1972 годах, полным профессором с 1972 года, Джоан Э. Хорнгрен профессором бухгалтерского учёта с 1977 года в Стэнфордском университете.
В настоящее время является сертифицированным аудитором (CPA) и членом американского института CPA с 1969 года, членом консультативного комитета SEC по корпоративной политике раскрытия информации с 1969 года, членом с 1969 года и президентом в 1979—1981 годах Американской ассоциации бухгалтерского учёта, членом редколлегии журналов Journal of Accounting Research, Journal of Accounting and Economics и Review of Accounting Studies с 1969 года.
Семья
Женат на Сюзанне Мари Хаттон с 22 мая 1965 года и имеет троих детей: Мари, Сара и Дэвид.

## Вклад в науку
Является автором одной из модели прогнозирования банкротства (модели Бивера) и, так называемого, коэффициента Бивера ((Чистая прибыль + Амортизация)/Заемные средства).

## Награды
За свои достижения был неоднократно награждён:
- 1985 — премия выдающемуся преподавателю от MBA-студентов Стэнфордской высшей школы бизнеса;
- 1985 — награда Вайлдмен за выдающиеся исследования от Американской ассоциации бухгалтерского учёта;
- 1990 — премия выдающегося педагога от Американской ассоциации бухгалтерского учёта;
- 1996 — почётный доктор Норвежской школы экономики;
- 1996 — вошёл в Зал славы бухгалтерского учёта[англ.];
- 1998 — почётный доктор Университета Нотр-Дам;
- 1999 — премия за выдающееся преподавание по студенческой программе Слоана от Стэнфордской высшей школы бизнеса;
- 2004 — премия за выдающееся преподавание по программе PhD от Стэнфордской высшей школы бизнеса.
- вошёл в листинг Marquis Who’s Who.